# Sakura Gakuin
Sakura Gakuin (яп. さくら学院, са́кура ґакуїн) — японський дівчачий ідол-гурт, створений агенцією з пошуку талантів Amuse. Складається з дівчат віком 10—15 років, постійно оновлюється.

## Назва і образ
«Sakura Gakuin» перекладається як «Вишнева Академія» або «Вишнева Школа». Гурт виступає в образі елітної приватної школи для дівчат, метою якої є виховання з них «супер-леді». Основна тематика пісень та відео це шкільне життя, уроки, екзамени, шкільні екскурсії, відношення з друзями та однокласниками.
За задумом гурт складається з дівчат віком не старше середньої школи. Тому коли учасниці закінчують середню школу вони також покидають гурт.
Гурт розпався 31 серпня 2021 року.